# Nutrição intensiva
Nutrição intensiva é a especialidade criada e reconhecida através da Sociedade Brasileira de Terapia Intensiva, SOBRATI, no ano de 2008. Estabelece o conceito da nutrição aplicada ao paciente crítico. No aspecto de formação, capacita com conceitos essenciais de terapia intensiva, nutrição enteral, parenteral e relação com principais síndromes em UTI.